# 小牧市自動車学校
小牧市自動車学校（こまきしじどうしゃがっこう）は、愛知県小牧市北外山にある愛知県公安委員会指定の自動車学校。愛北工業株式会社が運営する。愛知県立小牧工科高等学校自動車科に車両を寄贈しており、実習の教材に用いられている。

## 沿革
- 1960年（昭和35年） - 設立。

## 取扱免許
- 普通自動車免許（AT車・MT車）
- 普通自動二輪車免許
- 大型自動二輪車免許

## 取扱講習
- 企業向け講習
- 高齢者講習
- ペーパードライバー講習
- 初心運転者講習

## 出身有名人
- 平手晃平（レーシングドライバー）

## 所在地
- 愛知県小牧市大字北外山659-1

## 交通手段
- 名鉄バス「桜井」バス停留所下車、徒歩で約2分。
- 名鉄小牧線 小牧口駅下車、徒歩で約3分。
- 名鉄小牧線 小牧駅下車、徒歩で約5分。